# Unterhaltung (Bauwesen)
Als Unterhaltung (auch Bauunterhaltung; englisch facility maintenance, facilitymanagement) bezeichnet man im Bauwesen die Erhaltung, Instandhaltung, Reparatur und Wartung von Bauwerken, die auf die Aufrechterhaltung der Nutzbarkeit von Mobilien und Immobilien abzielen.

## Allgemeines
Bauwerke und deren Unterhaltung gibt es im Hochbau (Gebäude: Gebäudebewirtschaftung), Straßenbau (Straßennetz: Straßenerhaltung, Straßenunterhaltung) und Wasserbau (Wasserstraßennetz: Gewässerunterhaltung). Für Zwecke der Unterhaltung ist es unerheblich, ob die Bauwerke im öffentlich-rechtlichen Eigentum stehen (öffentliche Gebäude) oder sich im Privateigentum befinden.
Straßen sind dauerhaft der Witterung durch Frost und Regen ausgesetzt. Die Straßenunterhaltung obliegt dabei dem Straßenbaulastträger, der Straßenschäden durch Witterung, Pflanzenüberwucherung oder Abnutzung beseitigen muss.

## Inhalt
Bauunterhaltung umfasst die „Gesamtheit aller Maßnahmen zur Bewahrung und Wiederherstellung des Soll-Zustandes von Gebäuden und dazugehörigen Anlagen (ohne Unterhaltung und Pflege der Außenanlagen und ohne Grünanlagen) unter Einbeziehung aktueller technischer, sicherheitstechnischer und funktionaler Standards“. Demnach gehören auch Erneuerungen von Bauteilen sowie Modernisierungen und Standardverbesserungen zur Bauunterhaltung. Zudem zählt auch die Reinigung, die Versorgung des Bauwerks mit Strom, Wasser und Gas sowie der Winterdienst zur Unterhaltung.

## Aufwand
Der Aufwand für die Unterhaltung wird insbesondere steuerrechtlich als Erhaltungsaufwand bezeichnet. Erhaltungsaufwand liegt dann vor, wenn ein Vermögensgegenstand oder Teile hiervon ersetzt oder modernisiert werden, ohne dabei seine Funktion zu ändern. Es kann sich sowohl um Kosten (Materialkosten, Personalkosten) als auch um Investitionsausgaben handeln.
Der Aufwand der Unterhaltung eines Bauwerks ist aufgrund der langfristigen Nutzungsdauer im Verhältnis höher als die reinen Baukosten.